# Suðuroy

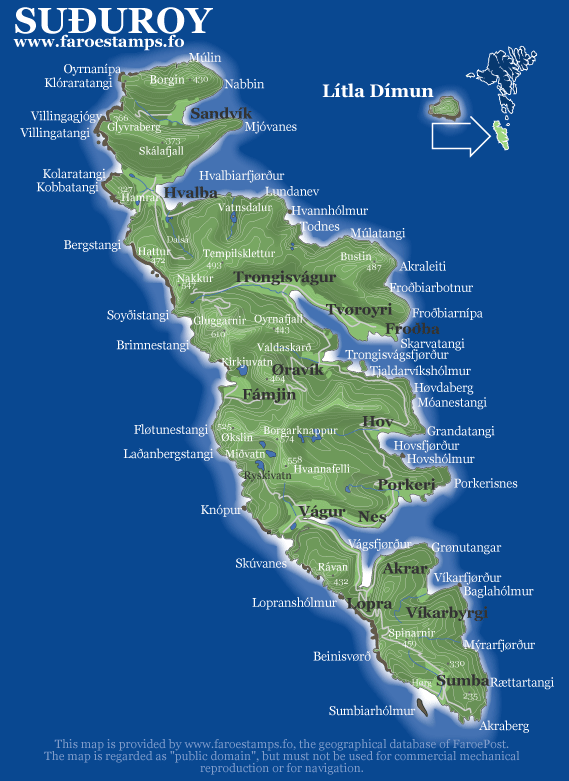
Mapa Vágar

Suðuroy (far. wym. [ˈsuːvʊrɔɪ], lub [ˈsuːrɪ], duń. Suderø) – jest czwartą co do wielkości wyspą archipelagu Wysp Owczych. Zajmuje ona 163,7 km² i mieszka na niej ok. 5 tysięcy ludzi, co daje jej również czwartą pozycję. Na Wyspie jest kilkanaście gór, z których najwyższą jest Gluggarnir (610 m n.p.m.), jednak najpopularniejszym wzniesieniem jest nadmorski Beinisvørð (469 m n.p.m.).
Na wyspie znajduje się 17 osad: Vágur (1405 mieszkańców), Tvøroyri (823 mieszkańców), Hvalba (638), Trongisvágur (517),  Porkeri (302), Froðba (288), Sumba (248), Hov (133), Fámjin (115), Sandvík (113), Lopra (87), Øravík (35) i Akrar (19), Víkarbyrgi (0), Akrarbyrgi (0), Tjaldavík i Fámará.
Na wyspie Suðuroy funkcjonowały do roku 2006 aż cztery drużyny piłkarskie: TB Tvøroyri (najstarszy na całych wyspach, w 2007 roku 1. Deild), VB Vágur (2007 – Formuladeildin, Royn Hvalba (2007 – 2. Deild) oraz klub z miasteczka Sumba. Na rok 2007 Sumba i Vágur połączyły siły, a na przyszłe lata planowane jest złączenie wszystkich zespołów z Suðuroy.
Wyspa Suðuroy jest najbardziej popularna wśród turystów, głównie dzięki wspaniałym widokom z jej brzegów.